# Wiktorija Sudaruszkina
Wiktorija Sudaruszkina, ros. Виктория Викторовна Сударушкина (ur. 2 września 1990) – rosyjska lekkoatletka specjalizująca się w rzucie oszczepem.
Ósma zawodniczka mistrzostw Europy juniorów w Nowym Sadzie (2009).
Medalistka mistrzostw Rosji oraz reprezentantka kraju w zimowym pucharze Europy w rzutach.
Rekord życiowy: 62,78 (24 lutego 2015, Adler).

## Osiągnięcia
| Rok  | Impreza                                 | Miejsce    | Lokata      | Wynik |
| ---- | --------------------------------------- | ---------- | ----------- | ----- |
| 2009 | Mistrzostwa Europy juniorów             | Nowy Sad   | 8. miejsce  | 49,77 |
| 2010 | Zimowy puchar Europy w rzutach          | Sofia      | 12. miejsce | 50,15 |
| 2013 | Uniwersjada                             | Kazań      | 2. miejsce  | 62,68 |
| 2013 | Mistrzostwa świata                      | Moskwa     | 7. miejsce  | 62,21 |
| 2015 | Zimowy puchar Europy w rzutach          | Leiria     | 4. miejsce  | 59,06 |
| 2015 | Superliga drużynowych mistrzostw Europy | Czeboksary | 11. miejsce | 52,19 |